# Zhou Zhongge
Zhou Zhongge (né le 15 février 1967) est un athlète chinois, spécialiste du saut en hauteur.

## Biographie
Vainqueur des Jeux asiatiques de 1990, il remporte la médaille d'or du saut en hauteur des championnats d'Asie 1998, à Fukuoka, avec la marque de 2,30 m.

### Palmarès
| Date | Compétition                | Lieu         | Résultat | Épreuve         | Performance |
| ---- | -------------------------- | ------------ | -------- | --------------- | ----------- |
| 1990 | Jeux asiatiques            | Pékin        | 1er      | Saut en hauteur | 2,26 m      |
| 1998 | Championnats d'Asie        | Fukuoka      | 1er      | Saut en hauteur | 2,30 m      |
| 1998 | Jeux asiatiques            | Bangkok      | 2e       | Saut en hauteur | 2,23 m      |
| 1998 | Coupe du monde des nations | Johannesburg | 5e       | Saut en hauteur | 2,15 m      |

### Records
| Épreuve         | Performance | Lieu  | Date         |
| --------------- | ----------- | ----- | ------------ |
| Saut en hauteur | 2,33 m      | Pékin | 27 juin 1990 |